# Polonia Warszawa (piłka siatkowa)
 Polonia Warszawa – polska męska drużyna siatkarska z siedzibą w Warszawie, istniejąca w okresie międzywojennym (1925–1939) i krótko po wojnie (1949–1951). Drużyna wchodziła w skład sekcji gier sportowych Polonii Warszawa. W czasie II wojny światowej brała udział w konspiracyjnych rozgrywkach o mistrzostwo Warszawy.

## Początki
- Drużyna została założona w styczniu 1925 roku, jako druga w Warszawie (po AZS-ie) na bazie szkolnych zespołów gimnazjalnych Lelewela i Reja.
- Pierwszy oficjalny mecz „w piłkę latającą” rozegrała 25.01.1925  ze Szkołą Podchorążych  wygrywając 2:0 (15:1 15:2).
- Pierwszy mecz międzymiastowy zagrała 21.02.1925 w Łodzi z drużyną szkoły średniej „Oświata” 2:1 (15:9, 10:15, 15:14).
- W dnich 18-20 września 1925 r. bierze udział, na boisku w ogrodzie Rau'a (Al.3-go Maja), w pierwszym turnieju piłki siatkowej (nieoficjalne mistrzostwa Warszawy), który wygrywa sensacyjnie pokonując pierwszy i drugi zespół AZS-u (uczestnicy turnieju:AZS I, AZS II, Polonia, WKS, Ascola, 13 WDH-y). Zdobywając za zajęcie pierwszego miejsca żetony (medale) ufundowane przez firmę Wabia-Wabiński sponsora turnieju.

## Drużyna mistrzowska

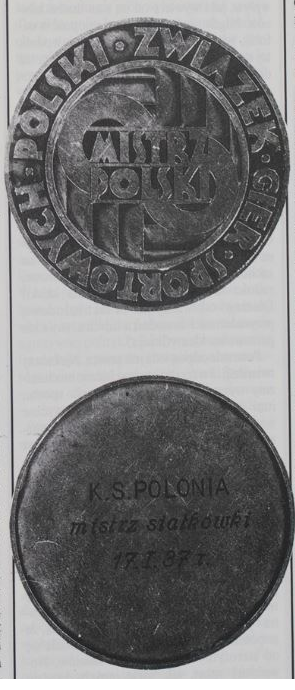
Złoty Medal Polonii Warszawa

Zwycięski turniej o mistrzostwo Polski odbył się w Warszawie w 1937 r. Pierwszy raz rozgrywany w hali.
Skład Polonistów : Bohdan Perkowski, Wiktor Kwast, Tadeusz Kwast, Henryk Jaźnicki, Janusz Obuchowicz, Stefan Witterberg, Jan Nowicki (wszyscy na zdjęciu).
Wyniki fazy finałowej turnieju:
- Polonia – AZS Warszawa 2:0 (15:11, 15:10)
- Polonia – Sokół II Lwów 2:1 (8:15, 15:10, 15:10)
- Polonia – YMCA Kraków 2:0 (15:5, 16:14)

## Sukcesy
- Mistrzostwa Polski:
  -  1 miejsce: 1937;
  -  3 miejsce: 1938.[2]
- Puchar Polski:
  -  2 miejsce: 1936
- Mistrzostwa Warszawy:
  -  1 miejsce: 1928;
  -  2 miejsce: 1927.[3]
- Trójkowe Mistrzostwa Warszawy:
  -  1 miejsce: 1930, 1931, 1932;

## Gra mieszana par (mikst)
W latach 30. rozgrywano również turnieje dwójek mieszanych w siatkówce o mistrzostwo Warszawy.  W turniejach finałowych spotykały się przeważnie pary z AZS-u Warszawa i Polonii.
 Mistrzostwa Warszawy  mikstów:
1930 – turniej finałowy 
- 2 miejsce: Stogowska – Janusz Obuchowicz

1933 – turniej finałowy 
- 3 miejsce: Sława Szmidówna – Wiktor Kwast

1934 – turniej finałowy 02.01.1934 w sali Domu Akademickiego 
- 2 miejsce: Irena Kamecka – Stanisław Kwast
- 3 miejsce: Jadwiga Stankiewiczówna – Zgliński
- 4 miejsce: Sława Szmidówna – Wiktor Kwast

1935 – turniej finałowy 01.01.1935 w sali Domu Akademickiego
- 4 miejsce: Jadwiga Duchówna – Tadeusz Kwast

1936 – turniej finałowy 
- 1 miejsce: Irena Kamecka i Jerzy Gregołajtys[4]
- 3 miejsce: Zofia Gregołajtysówna i Janusz Obuchowicz